# Domaine du Clos Lamalgue
 (février 2011).
Si vous disposez d'ouvrages ou d'articles de référence ou si vous connaissez des sites web de qualité traitant du thème abordé ici, merci de compléter l'article en donnant les références utiles à sa vérifiabilité et en les liant à la section « Notes et références ».
Le Domaine du Clos Lamalgue est un domaine viticole situé à Toulon (Var) dans le quartier résidentiel du Cap Brun.

## Historique
La famille Monges exploite les derniers vignobles du cap Brun, dont le vin était à l'honneur sur la table de Louis XIV[réf. nécessaire]. Aujourd'hui le Domaine du Clos Lamalgue demeure, avec celui de Montmartre, l'un des derniers vignobles citadins français. Plus de 10 000 bouteilles estampillées Clos Lamalgue sont vendues aux restaurateurs du cru et à quelques touristes attirés par ce nectar spécial[réf. nécessaire].